# Prizori iz Noetovega življenja
Prizori iz Noetovega življenja je par fresk, naslikanih v letih 1436–1440 (ali okrog leta 1447) Paola Uccella v križnem hodniku Chiostro Verde bazilike Santa Maria Novella v Firencah. Tako kot druge freske v tem križnem hodniku obravnavajo zgodbe iz Geneze in so naslikane v enobarvni temperi s terra verde kot pigmentom, kar se je nanašalo na avtoriteto antičnega bronastega kiparstva in je dalo križnemu hodniku ime.
Zgornji del v polkrogu lunete prikazuje Potop in Vode se umikajo (215 × 510 cm), z dvema simetričnima pogledoma na Noetovo barko, ki se zaradi skupne točke izginotja v zgornjem središču zdita kot en sam prizor. To je eden najzgodnejših primerov linearne perspektive v renesančni umetnosti. Večje pravokotno delo spodaj prikazuje Noetovo žrtev in Pijančevanje (277 × 540 cm). Ham v profilu pod zelo občudovano pergolo z grozdjem se norčuje iz svojega pijanega očeta, medtem ko njegova brata Sem in Jafet pokrivata Noetovo golo telo. V Hamu je Uccello domnevno upodobil svojega kolega Della, ki je za nekatere učenjake sodeloval pri tem delu. Obe freski sta zdaj preneseni na platno in sta bili v letih 2013–2014 restavrirani, takrat pa so razmišljali o premestitvi v notranji prostor kompleksa.
Več različnih umetnikov je med letoma 1420 in 1440 delalo na freskah v križnem hodniku, z Uccellom prvim s svojim Stvarjenjem in Padcem. K ciklu se je vrnil šele za produkcijo Noetovih prizorov tik pred odhodom v Benetke. Vse freske v križnem hodniku so bile obnovljene leta 1859, a so bile nato poškodovane v poplavi v Firencah leta 1966 – Uccellova dela so bila že leta 1909 odstranjena od stene (izgubila je sinopije pod njimi) in so bila med prvimi, ki so jih obnovili po poplavi.
Starec v Vode se umikajo — verjetno sam Noe, ki je tudi prikazan, ko zapušča barko — blagoslavlja zemljo, medtem ko gleda telesa, raztresena okoli njega. Mogoče je, da je na tej figuri upodobljen nekdo, ki je povezan s samostanom, morda Cosimo Medičejski Starejši ali papež Evgen IV., prvi glavni pokrovitelj, drugi pa je takrat tam bival.
- Dve freski, preneseni na platno, vendar še vedno v četrtem delu zahodne stene v Chiostro Verde
- Iz Potop, leva stran lunete
- Iz Vode se umikajo, desna stran lunete
- Ham v Pijanost, ki s svojo monumentalnostjo spominja na Donatellove skulpture
- Sem